# Rød hestehov
Rød hestehov (Petasites hybridus) kaldes også for pestilensurt eller tordenskræppe. Planten kom oprindelig til Danmark som lægeplante i middelalderen. Den kendes fra vikingetiden på Aarhusegnen. De knuste blade blev brugt mod pestbylder og sår i Middelalderen, nu bliver planten anvendt mod hoste, kramper og smerter i mave og underliv. 
Rød hestehov har 15-40 centimeter høje skafter, der bærer røde skælblade. Øverst har den en klase af rødblomstrede kurve. Blomsterne udvikles før de langstilkede blade, og planten er en af de først blomstrende blomster i april-maj måned. Senere vokser de grønne blade frem til en anselig størrelse på 50-70 centimeter.
Rød hestehov stammer oprindelig fra Syd- og Mellemeuropa. Planten vokser i Danmark langs åer, grøfter og voldgrave, dog primært på Sjælland, Fyn, Lolland, Falster og Møn. I resten af landet ses den meget sjældent.
Arten er særbo og formerer sig både med rodskud og med frø.
Nogle mener at i Danmark er de fleste planter hankønnede, og at formeringen derfor primært foregår ved rodskud. 
Andre mener at folk bare overser de små gråhvide hunblomster eller tror at de er små ikke-udviklede hanblomster.
Man kan i tvivlstilfælde kende Rød hestehov ved at knække en stængel og lugte til saften. Den er stærkt ildelugtende, og det kræver en god omgang sæbe at få den af igen.
I enkelte områder bliver planten opfattet som landskabsukrudt, da den kan sprede sig kraftigt under optimale forhold.
- Wikimedia Commons har flere filer relateret til Rød hestehov